# بریسکو (ویرجینیای غربی)
بریسکو (به انگلیسی: Briscoe) یک منطقهٔ مسکونی در ایالات متحده آمریکا است که در شهرستان وود، ویرجینیای غربی واقع شده‌است. بریسکو ۱۸۴٫۱ متر بالاتر از سطح دریا واقع شده‌است.